# 怡齡
怡齡（1857年—?），字悦生，号鹤亭，一号贺庭，苏完瓜尔佳氏，滿洲鑲黃旗人，清朝政治人物、進士出身。
光緒十二年（1886年），参加光緒丙戌科殿試，登進士二甲76名。同年五月，著主事分部学习。